# Aphanoascus durus
Aphanoascus durus är en svampart som tillhör divisionen sporsäcksvampar, och som först beskrevs av Hugo Zukal, och fick sitt nu gällande namn av Cano och Guarro. Aphanoascus durus ingår i släktet Aphanoascus, och familjen Onygenaceae. Arten är reproducerande i Sverige.